# Émilien Claude
Émilien Claude (ur. 13 czerwca 1999 w Épinal) – francuski biathlonista, medalista mistrzostw świata oraz wielokrotny medalista mistrzostw świata juniorów.

## Kariera
Po raz pierwszy na arenie międzynarodowej pojawił się w 2016 roku, startując na mistrzostwach świata juniorów w Cheile Grădiştei, gdzie był między innymi ósmy w biegu pościgowym. W tym samym roku wziął też udział w igrzyskach olimpijskich młodzieży w Lillehammer, zdobywając złoty medal w sprincie. Następnie zwyciężył w sprincie i biegu pościgowym podczas mistrzostw świata juniorów w Osrblie w 2017 roku. Na rozgrywanych rok później mistrzostwach świata juniorów w Otepää indywidualnie plasował się poza podium, jednak w sztafecie wywalczył brązowy medal. Ponadto podczas mistrzostw świata juniorów w Obertilliach w 2021 roku wygrał sprint, bieg pościgowy oraz sztafetę, a w biegu indywidualnym był trzeci.
W zawodach Pucharu Świata zadebiutował 8 stycznia 2021 roku w Oberhofie, zajmując 33. miejsce w sprincie. Tym samym już w debiucie zdobył pierwsze pucharowe punkty. Na podium zawodów tego cyklu pierwszy raz stanął 15 stycznia 2025 roku w Ruhpolding, kończąc bieg indywidualny na drugiej pozycji. W zawodach tych rozdzielił Norwega Vebjørna Søruma i Łotysza Andrejsa Rastorgujevsa.
Jego bracia, Fabien Claude i Florent Claude, również są biathlonistami.

## Osiągnięcia

### Mistrzostwa świata
| Rok  | Miejscowość | Konkurencje | Konkurencje | Konkurencje | Konkurencje | Konkurencje | Konkurencje | Konkurencje |
| Rok  | Miejscowość | IN          | SP          | PU          | MS          | RL          | MR          | SR          |
| ---- | ----------- | ----------- | ----------- | ----------- | ----------- | ----------- | ----------- | ----------- |
| 2025 | Lenzerheide | –           | –           | –           | –           | 2.          | –           | –           |

### Mistrzostwa świata juniorów
| Rok  | Miejscowość      | Konkurencje | Konkurencje | Konkurencje | Konkurencje | Konkurencje | Konkurencje | Konkurencje |
| Rok  | Miejscowość      | IN          | SP          | PU          | MS          | RL          | MR          | SR          |
| ---- | ---------------- | ----------- | ----------- | ----------- | ----------- | ----------- | ----------- | ----------- |
| 2016 | Cheile Grădiştei | 18.         | 11.         | 8.          | nd.         | –           | nd.         | nd.         |
| 2017 | Osrblie          | 44.         | 1.          | 1.          | nd.         | 10.         | nd.         | nd.         |
| 2018 | Otepää           | 10.         | 14.         | 11.         | nd.         | 3.          | nd.         | nd.         |
| 2019 | Osrblie          | 38.         | 13.         | 8.          | nd.         | 5.          | nd.         | nd.         |
| 2020 | Lenzerheide      | –           | 12.         | 18.         | nd.         | –           | nd.         | nd.         |
| 2021 | Obertilliach     | 3.          | 1.          | 1.          | nd.         | 1.          | nd.         | nd.         |

### Puchar Świata

#### Miejsca w klasyfikacji generalnej
| Sezon     | Miejsce |
| --------- | ------- |
| 2020/2021 | 86.     |
| 2021/2022 | 75.     |
| 2022/2023 | 48.     |
| 2023/2024 | 61.     |
| 2024/2025 | 21.     |

#### Miejsca na podium w zawodach indywidualnych Pucharu Świata chronologicznie
| Lp. | Dzień       | Rok  | Miejscowość | Konkurencja                | Lokata | Pudła   | Czas biegu | Strata | Zwycięzca     |
| --- | ----------- | ---- | ----------- | -------------------------- | ------ | ------- | ---------- | ------ | ------------- |
| 1.  | 15 stycznia | 2025 | Ruhpolding  | Bieg indywidualny na 20 km | 2.     | 0+0+0+0 | 47:30,0    | +52,1  | Vebjørn Sørum |